# Prologus Galeatus

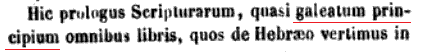
Extracto del prefacio, con el pasaje que le dio su nombre subrayado en rojo, en Patrologia Latina, v. 28.

Prologus Galeatus o Galeatum principium (lit. y tradicionalmente traducido como «prólogo con yelmo» o «prefacio con yelmo») es un prefacio de Jerónimo, fechado en 391–392, a su traducción del Liber Regum (el libro de Reyes compuesto de cuatro partes: los libros primero y segundo de Samuel y los libros primero y segundo de Reyes).
El pasaje que le dio su nombre es conocido por su descripción del canon hebreo y su oposición a considerar como canónicos a los «apócrifos» del Antiguo Testamento.

## Contenido

### El canon de la Biblia hebrea
Jerónimo describe en su prólogo menciona la agrupación, el número y el orden de la Biblia hebrea:
- La Ley consta de cinco libros: Génesis, Éxodo, Levítico, Números y Deuteronomio.
- Los profetas constan de ocho libros: Josué, Jueces (incluye Rut), Samuel, Reyes, Isaías, Jeremías (incluye Lamentaciones), Ezequiel y los Doce Profetas.
- Los hagiógrafos constan de nueve libros: Job, Salmos, Proverbios, Eclesiastés, Cantar de los Cantares, Daniel, Crónicas, Esdras y Ester.

En ese momento, los libros de Samuel, Reyes y Crónicas no estaban divididos en dos. Esdras y Nehemías no estaban separados en ese momento. Jerónimo anotó que «algunos incluyen a Rut y Lamentaciones entre los hagiógrafos».

### La cuestión de los «apócrifos»
En el pasaje que le dio su nombre al prológo, Jerónimo señala su oposición a considerar como canónicos a los libros del Antiguo Testamento que están fuera del canon hebreo:

Este prólogo a las Escrituras puede se apropiado como un prefacio con yelmo para todos los libros que hemos pasado del hebreo al latín, para que podamos saber (tanto mis lectores como yo mismo) que cualquiera que esté más allá de estos debe ser reconocido entre los apócrifos. Por tanto, el libro de Sabiduría (comúnmente atribuido a Salomón) y el libro del Hijo de Sirá y Judit y Tobías y el Pastor no están en el canon. He encontrado el primer libro de los Macabeos hebreo, el segundo es griego, lo que también puede probarse por su estilo.

### Consideraciones posteriores
Posteriormente, Jerónimo reconoció «a regañadientes» el uso eclesiástico de Judit, Tobías, los libros de los Macabeos, Sabiduría y Sirácides «para edificación, no para apoyar la doctrina», pero insistió en que «la Iglesia no los admite entre las Escrituras canónicas».
Esta fue la actitud que, con concesiones temporales por razones tácticas o de otro tipo, iba a mantener por el resto de su vida; en teoría al menos, porque en la práctica continuó citándolas como si fueran Escritura.

## Lectura adicional
- Gallagher, Edmon L. (2012). «The Old Testament "Apocrypha" in Jerome's Canonical Theory». Journal of Early Christian Studies 20 (2): 213-233. ISSN 1086-3184. doi:10.1353/earl.2012.0016.

- Datos: Q3407333
- Multimedia: Prologus Galeatus / Q3407333